# Gemeentehuis van Grimbergen met onderwijzerswoning en jongensschool

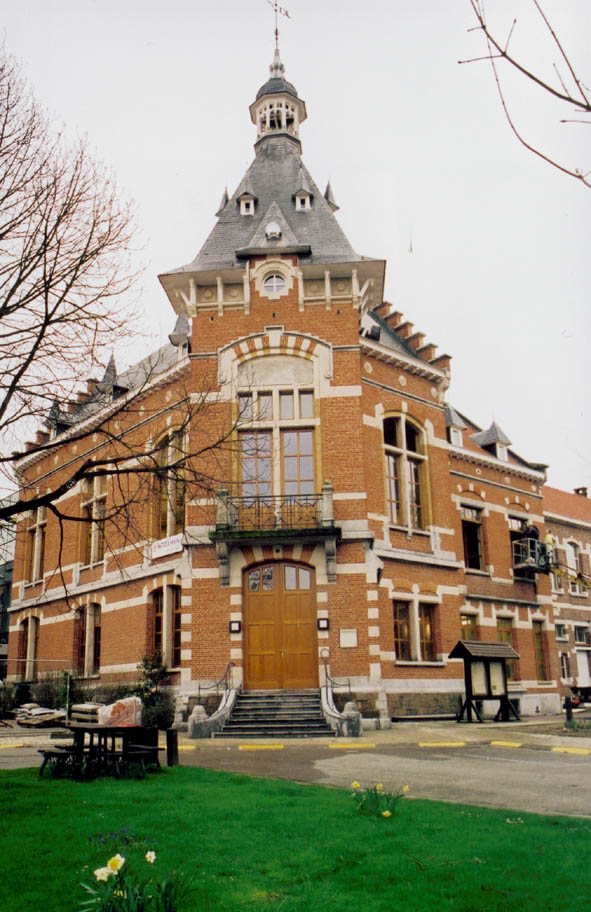
Gemeentehuis, opgetrokken in 1905 (foto uit 2001)

Het Gemeentehuis van Grimbergen met onderwijzerswoning en jongensschool werd gebouwd in 1905 en is een representatief voorbeeld van een vroeg-20ste-eeuws gemeentehuis met aansluitende onderwijzerswoning en gemeentelijke jongensschool. Dat op deze locatie deze drie afzonderlijke erfgoedelementen zijn bewaard gebleven is een zeldzaam gegeven.
Het geheel werd uitgewerkt door architect Henri Jacobs (1864-1935), gekend voor zijn ontwerpen van talrijke scholen in Brussel. De gebouwen zijn ontworpen in een eclectische stijl met neo-Vlaamserenaissance inslag. 

## Bouwgeschiedenis
In 1911 werd de klassenvleugel met één bouwlaag verhoogd en in 1936 met twee hoger opgetrokken traveeën uitgebreid in dezelfde stijl door de Grimbergse architect Georges Van Campenhout (1899-1976). Tijdens het mandaat van Jean-Pol Olbrechts werd het gemeentehuis in 1997 ingrijpend gerenoveerd en uitgebreid met een nieuw administratief centrum naar een ontwerp van het studiebureau W.J. en M.C. Van Campenhout. Bij de renovatie werden de reliëfs in de boogvelden vernietigd. Ook de voormalige tuin van de hoofdonderwijzer achter de klassenvleugel verdween en werd ingericht als binnenplein.
De voormalige speelplaats en bakstenen afsluitingsmuur zijn vervangen door parkeerplaatsen.

## Bedreiging
Tijdens het mandaat van Chris Selleslagh (2019-2022) vatte het Grimbergse schepencollege het plan op om het gebouw van de voormalige jongensschool te slopen om plaats te kunnen maken voor een uitbreiding van het gemeentehuis. Iets later kwam er ook een plan om een ondergrondse parking met winkelruimte naast het Prinsenbos te bouwen en die uit te besteden aan Jumbo. Tegen beide voornemens kwam er bijzonder veel kritiek vanuit de bevolking. Beide plannen werden, na een coalitiewissel in 2022, opgeborgen om plaats te maken voor een project van renovatie met behoud van het gebouw van de jongensschool.

## Foto's

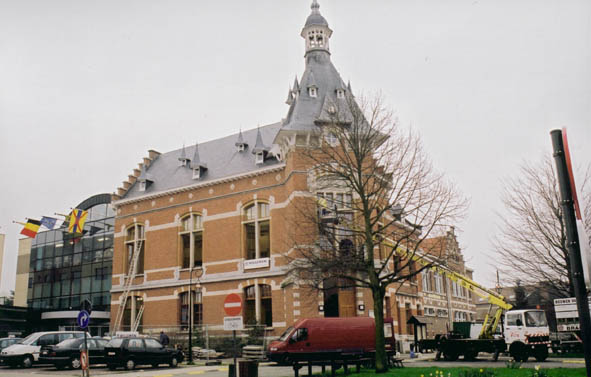
Overzicht van het geheel van de drie erfgoedelementen (foto uit 2001)
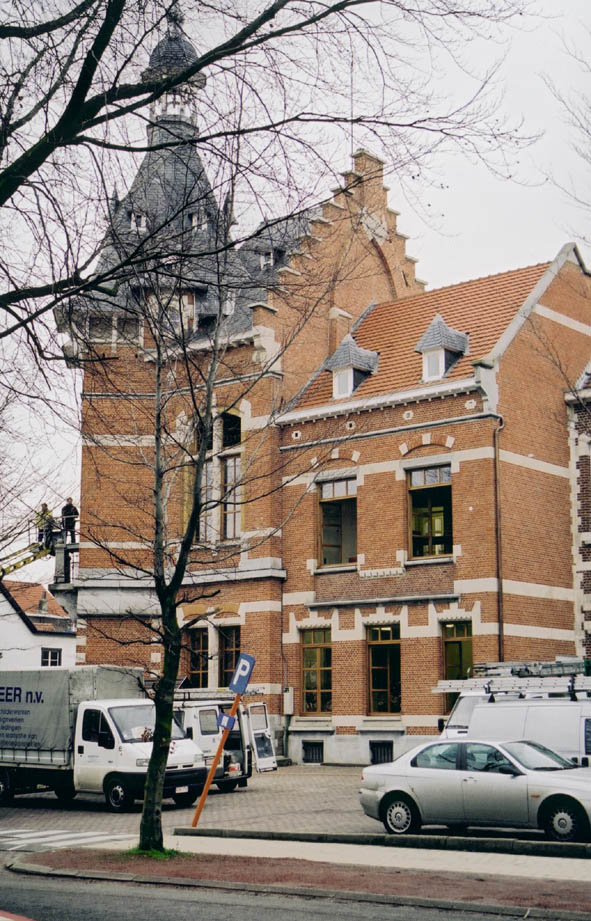
Onderwijzerswoning (foto uit 2001)
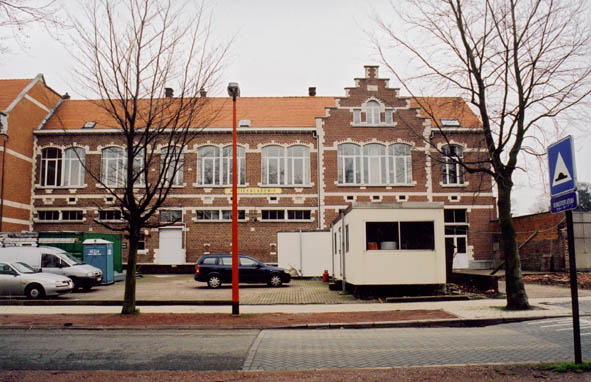
Jongensschool (foto uit 2001)